# Orquesta Nacional de Francia
La Orquesta Nacional de Francia (en francés: Orchestre national de France) es una orquesta sinfónica que depende de Radio France. Ha sido conocida también como Orchestre National de la Radiodiffusion Française (Orquesta de la Radio Nacional Francesa) y Orchestre National de l'ORTF.

## Historia
El 18 de enero de 1934, gracias al impulso del ministro de correos, Jean Mistler, la Radio Francesa creó su orquesta sinfónica permanente, con el nombre de Orchestre national de la Radiodiffusion française. Posteriormente, la orquesta fue denominada Orchestre national de l'ORTF con la creación de esta entidad en 1964, y después, tras su desaparición en 1974, fue llamada Orquesta Nacional de Francia.

### Repertorio estrenado
Heredera de la tradición interpretativa de la música francesa, la Orquesta Nacional de Francia ha intentado crear un repertorio propio a través de estrenos de obras de los más grandes compositores contemporáneos: le Soleil des eaux de Pierre Boulez, la Sinfonía Turangalîla de Olivier Messiaen (1950, en estreno francés), la Primera Sinfonía de Henri Dutilleux (1951), así como el concierto para violín L'Arbre des songes con Isaac Stern (1985), Déserts de Edgar Varèse (1954), o Jonchaies de Iannis Xenakis (1977).

## Grabaciones
La orquesta ha grabado numerosos discos. Entre su amplio catálogo fonográfico destacan: Guerra y paz de Serguéi Prokófiev con Mstislav Rostropóvich, Lulú de Alban Berg con Jeffrey Tate, la integral de la obra para orquesta de Edgar Varèse con Kent Nagano. La grabación de Pelléas et Mélisande de Claude Debussy (Bernard Haitink) fue galardonado como mejor «grabación clásica del año» a los Victoires de la musique classique 2002. Posteriormente han aparecido Iván IV de Georges Bizet por Michael Schønwandt (distinguido por la Académie du disque lyrique) y Edgar de Giacomo Puccini diridiga por Yoel Levi, la Sinfonía n.º 6 de Gustav Mahler (Bernard Haitink), un «homenaje a Evgeniy Svetlanov» y una grabación consagrada a Qigang Chen. También ha salido un disco de archivo de la Décima Sinfonía de Dmitri Shostakóvich dirigido por Kurt Sanderling.

## Directores
Désiré-Émile Inghelbrecht, primer director titular, fundó la tradición musical de la orquesta, un repertorio en el que predominan las obras de Claude Debussy y Maurice Ravel, pero en el que también tienen cabida partituras como el Borís Godunov de Modest Músorgski, de la que la radio francesa fue una de las primeras en recuperar en 1935. Después de la guerra, Manuel Rosenthal, Roger Désormière, André Cluytens, Charles Münch, Maurice Le Roux y Jean Martinon siguieron la tradición. A Sergiu Celibidache, primer director invitado desde 1973 a 1975, le siguió Lorin Maazel. De 1989 a 1998, Jeffrey Tate ocupó el cargo de primer director invitado y de 1991 a 2001, Charles Dutoit, este como director musical, al que sucedió el alemán Kurt Masur desde el año 2002. Desde 2008 a 2016, el director italiano Daniele Gatti ha sido el director musical de la orquesta.
- Désiré-Emile Inghelbrecht (1934–1944)
- Manuel Rosenthal (1944–1947)
- Roger Désormière (1947–1951)
- André Cluytens (1951–1960)
- Maurice Le Roux (1960–1967)
- Charles Münch (1962–1968)
- Jean Martinon (1968–1973)
- Sergiu Celibidache (1973–1975)
- Lorin Maazel (1977–1991)
- Charles Dutoit (1991–2001)
- Kurt Masur (2002–2008)
- Daniele Gatti (2008-2016)
- Emmanuel Krivine (2017- )